# Mosh (wrestler)
Charles Warrington (Cherry Hill, 28 maggio 1971) è un wrestler statunitense.
Combatte nel circuito indipendente, dove si esibisce con il ring name Mosh. Precedentemente, ha militato nella World Wrestling Federation. Nel suo stint in WWF è riuscito a conquistare una volta il WWF Tag Team Championship insieme a Thrasher.

## Carriera
Warrington inizia ad allenarsi sotto la guida di Larry Sharpe e Glen Ruth e debutta nel 1993. Con il ring name di Chaz Ware, fa numerose apparizioni come jobber in WWF nel 1993.

### WWF

#### In coppia con Thrasher (1994-1999)
Warrington forma poi un tag team con il suo allenatore Glen Ruth e lottano sotto vari nomi tra cui The Spiders, The Flying Nuns ma sono famosi sotto il nome di Headbangers e debuttarono in WWF nel 1996. Il 5 settembre 1997, i due vinsero il WWF Tag Team Championship ma lo persero un mese più tardi.
Dopo l'infortunio del maggio 1999, Mosh venne coinvolto in una storyline secondo la quale aveva abusato sessualmente di Marianna Komlos (Kayfabe). Proprio quando la polizia lo stava per arrestare arrivò Thrasher a salvarlo e a dimostrare che la Komlos mentiva. Poco dopo, Warrington viene rilasciato. Così, gli Headbangers si riformano. Dopo la loro riunione hanno una rivalità con i Dudley Boyz. Poco dopo si risciolsero e Mosh, sotto il nome di Chaz, forma un tag team con D'Lo Brown conosciuto come Lo Down. Chaz doveva partecipare alla Royal Rumble 2001, ma viene escluso prima del match e il suo posto viene dato a Drew Carey.

### Juggalo Championship Wrestling (2011-presente)
Nel 2011, a distanza di dieci anni dal licenziamento della WWF, Mosh firma un contratto per la Juggalo Championship Wrestling. Fa il suo debutto all'evento Legends & Icons il 12 agosto 2011, partecipando ad una battle royal vinta da Zach Gowen. Il 17 dicembre, al Big Ballas Christmas Party, vince un match di coppia insieme a Trasher contro Madman Pondo e Necro Butcher. Due settimane più tardi, sempre insieme a Thrasher, viene battuto da 2 Tuff Tony e ad Shockwave.

### Ring of Honor (2012-presente)
A Best in the World 2012, il 24 giugno 2012, gli Headbangers debuttano nella Ring of Honor come i Guardians of Truth, perdendo contro i Briscoe Brothers ma salvando Truth Martini dall'attacco dei due fratelli. Nei tapings ROH del 29 giugno, i Guardians of Truth perdono di nuovo contro i Briscoe Brothers. Però, vengono successivamente annunciati come uno dei tag teams che parteciperà all'assegnazione dei titoli di coppia ROH dopo che questi sono stati resi vacanti per passaggio di Kenny King alla TNA. Al torneo, vengono però subito eliminati da Charlie Haas e Rhett Titus.

## Personaggio
Mosse finali
- Mosh Pit (Diving senton)
- Chazinator (Flying thrust kick)

## Titoli e riconoscimenti
Coastal Championship Wrestling
- CCW Tag Team Championship (1 - con Thrasher)

Heartland Wrestling Association
- HWA Tag Team Championship (1 - con Thrasher) primi campioni

Insane Championship Wrestling
- ICW Streetfight Tag Team Championship (1 - con Thrasher)

Main Event Championship Wrestling
- MECW Tag Team Championship (1 - con Thrasher)

Maryland Championship Wrestling
- MCW Heavyweight Championship (1)
- MCW Tag Team Championship (1 - con Thrasher)

Maximum Xtreme Pro Wrestling
- MXPW Heavyweight Championship (1)

National Wrestling Alliance
- NWA World Tag Team Championship (1 - con Thrasher)

New England Wrestling Federation
- NEWF Tag Team Championship (3 - con Thrasher)

Texas Wrestling Alliance
- TWA Tag Team Championship (1 - con Thrasher)

World Wrestling Alliance (WWA New Jersey)
- WWA Heavyweight Championship (1)

Pro Wrestling Illustrated
- 104º nella classifica dei 500 migliori wrestler su PWI 500 (1997)

World Wrestling Federation
- WWF World Tag Team Championship (1 - con Thrasher)